# Адыгейская ВЭС
Адыгейская ВЭС — ветряная электростанция, расположенная возле хутора Келеметов, на территории Шовгеновского и Гиагинского районов Республики Адыгея, Российская Федерация. До запуска Кочубеевской ВЭС была самой мощной ВЭС России — 60 ветроустановок суммарной мощностью 150 МВт.
Характеристики Адыгейской ВЭС:
В составе ВЭС работают 60 ветроэнергетических установок мощностью 2,5 МВт каждая.
Суммарная мощность ветроэлектростанции — 150 МВт.
Плановая выработка электроэнергии — 354 млн кВт·ч в год, что позволит сократить энергодефицит Республики Адыгея на 20 % и повысит надежность энергоснабжения потребителей Краснодарского края.
Степень локализации оборудования ветропарка, подтвержденная Министерством промышленности и торговли РФ, — 65 %.
Высота ВЭУ на Адыгейской ВЭС (вместе с ротором и лопастями) составляет 150 м. Длина лопастей — 50 м, а вес каждой — 8,6 тонн. Башня весит около 200 тонн, генератор — 52 тонны. Общий вес конструкции — примерно 340 тонн.

## Проектирование
Проект ветроэлектростанции был подготовлен АО «НоваВинд» — подразделением компании «Росатом», занимающимся проектами в сфере возобновляемой энергетики. В июле 2018 года Комитетом Республики Адыгея по архитектуре и градостроительству было выдано разрешение на строительство ВЭС и подстанции на 220 кВ. Общая площадь строительства предусматривалась в размере 16,4 га.
В составе ВЭС будут работать 60 ветрогенераторов мощностью по 2,5 МВт каждый, расположенные на башнях высотой 100 м.
Проект призван сократить энергодефицит Республики Адыгея: «Это очень значимый для нас проект. Его реализация поможет снизить энергодефицитность региона — сейчас в республике производится всего 10 % от потребного количества электроэнергии. Запуск ветропарка сделает более стабильной работу энергосистемы, даст дополнительные мощности для растущих отраслей экономики республики, позволит начать реализацию новых инвестиционных проектов» — заявил премьер-министр Адыгеи Александр Наролин.
Планируется, что в среднем в год Адыгейская ВЭС сможет вырабатывать 355 ГВт·ч/год; этой мощности должно хватить на полное обеспечение столицы Адыгеи Майкопа. С целью передачи энергии в Майкоп от ВЭС до воздушной линии Армавир-Центральная в 2018 году было начато строительство линии электропередач длиной 15 км.
Общая стоимость 60 ветрогенераторов — около 20 млрд рублей. Сроки окупаемости проекта составят около 10 лет.
Согласно первоначальным планам, ввод ВЭС в эксплуатацию должен был состояться во втором квартале 2019 года.

## История строительства
В октябре 2018 года Адыгея сильно пострадала от ливневых дождей, заливших строительную площадку. Строительные работы на Адыгейской ВЭС были вынуждены приостановиться до ликвидации последствий паводка, а общие сроки ввода ВЭС в эксплуатацию передвинулись на август-сентябрь 2019 года.
В июне 2019 года был завершён монтаж первой ветроустановки из 60. Монтаж осуществлялся с участием 4 подъёмных кранов, включая большой кран грузоподъёмностью до 500 т, при участии 35 специалистов.
В начале 2020 г. получен ввод в эксплуатацию и выполнена постановка на кадастровый учет ВЭС, с кадастровыми номерами 01:01:3202000:1741-1752.
2 марта 2020 года Адыгейская ВЭС начала поставлять электроэнергию и мощность на ОРЭМ (оптовый рынок электроэнергии и мощности).
2 июня 2020 года ПАО «ФСК ЕЭС») выполнила технологическое присоединение к Единой национальной электрической сети Адыгейской ВЭС.
По состоянию на конец 2020 года, Адыгейская ВЭС является первым завершенным ветроэнергетическим объектом Росатома и самой мощной ветроэлектростанцией в России.

### Конструкция ветроустановки
Ветроустановка состоит из башни, включающей в себя 8 модульных секций, общей высотой 149 м. Диаметр ротора — 100 м; лопасти изготовлены из композитных материалов. Первые партии лопастей были заказаны в Индии, в дальнейшем ключевые комплектующие предполагается получать от завода в Волгодонске на базе «Атоммаша», строительством которого также занимается АО «НоваВинд». Инвестиции в завод составили 5 млрд рублей, уровень локализации производства заявлен в 65 %. Установка способна работать при силе ветра до 25 м/с.